# Parafia św. Piotra Apostoła i św. Jana z Dukli w Krośnie
Parafia św. Piotra Apostoła i św. Jana z Dukli w Krośnie-Guzikówce – rzymskokatolicka parafia należąca do dekanatu Krosno III, w archidiecezji przemyskiej.

## Historia
Na tym terenie istniała wieś Guzikówka, w której znajdował się folwark podmiejski. W latach 1631–1635 folwark został przekazany Jezuitom, którzy użytkowali go do kasaty w 1773 roku. W 1867 roku Guzikówka została włączona w skład miasta Krosna.
W 1982 roku zaadaptowano budynek gospodarczy na tymczasową kaplicę, a 25 grudnia bp Tadeusz Błaszkiewicz odprawił pierwszą pasterkę. W grudniu 1983 roku kaplicę rozbudowano. Duszpasterzami kaplicy byli: ks. Romuald Szumierz (1982), o. Tarzycjusz Cwykiel OFMConv (1982), ks. Zbigniew Malec (1982–1983),  ks. Jan Kutyna (1983–1984).
29 czerwca 1984 roku dekretem bpa Ignacego Tokarczuka została erygowana parafia z wydzielonego terytorium parafii Nawiedzenia Najświętszej Maryi Panny w Krośnie. W 1986 roku rozpoczęto budowę murowanego kościoła, według projektu arch. inż. Witolda Adamczyka i Adama Piluta. 9 kwietnia 1989 roku wmurowano kamień węgielny, a we wrześniu odprawiono pierwszą mszę świętą w dolnym kościele. 29 czerwca 1994 roku odprawiono pierwszą mszę świętą w górnym kościele. 
10 czerwca 1997 roku kościół został poświęcony przez papieża Jana Pawła II wizytującego Krosno podczas podróży apostolskiej do Polski w 1997. 13 grudnia 2015 roku kościół został podniesiony do rangi sanktuarium.
Proboszczowie parafii:
1984–2007. ks. Jan Kutyna.
2007– nadal ks. prał. Jan Bielec.

## Terytorium parafii
Na terenie parafii jest 8 100 wiernych mieszkających przy ulicach: Batorego, Bieszczadzka, Dębowa, Dmochowskiego, Grodzka (od torów), Grunwaldzka, Guzikowka, Ikara, Kard. Wyszyńskiego, Kisielewskiego, Lelewela, Langiewicza, Lotników, Lwowska (numery parzyste  od torów), Mała, Nad Badoniem, Traugutta, Piastowska (od Torów), Pigonia, Polna, Prusa, Reymonta, Słoneczna, Suchodolska, Wiejska, Witosa, Żniwna.